# استحواذ يو بي إس على كريدي سويس
في 19 مارس 2023، وافق بنك الاستثمار السويسري يو بي إس على شراء كريدي سويس مقابل 3 مليارات فرنك سويسري (3.2 مليار دولار أمريكي) في صفقة لجميع الأسهم بوساطة الحكومة السويسرية وهيئة الرقابة على الأسواق المالية السويسرية. دعم البنك الوطني السويسري الصفقة بتقديم أكثر من 100 مليار فرنك سويسري (104 مليار دولار أمريكي) في لدعم سيولة يو بي إس بعد استيلائها على عمليات كريدي سويس، في حين قدمت الحكومة السويسرية ضمانًا لبنك يو بي إس لتغطية الخسائر التي تصل إلى 9 مليار فرنك سويسري (9.6 مليار دولار أمريكي) على المدى القصير. بالإضافة إلى شطب 16 مليار فرنك سويسري (17.2 مليار دولار أمريكي) من سندات الصنف الأول.
يعتبر كريدي سويس أحد أهم البنوك العالمية ‏ والذي تعرضت وحدته المصرفية الاستثمارية فيرست بوسطن للانتقاد مؤخراً بسبب سلسلة من الفضائح البارزة. تسببت الأزمة المصرفية في الولايات المتحدة في الخوف بين المستثمرين العالميين وأدت إلى الذعر بشأن البنوك الأخرى التي يحتمل أن تكون مضطربة. انخفض سعر سهم كريدي سويس بعد أن استبعد المساهم الرئيسي مزيداً من الاستثمار في البنك بسبب مشاكل تنظيمية. وسرعان ما تم الاتفاق على الصفقة والإعلان عنها قبيل افتتاح الأسواق المالية الآسيوية صباح يوم الاثنين من أجل منع الاضطرابات "التي تهز السوق" في الأسواق المالية العالمية. بعد فترة وجيزة، أعلنت البنوك المركزية في جميع أنحاء العالم عن تدابير للسيولة بالدولار الأمريكي لمحاولة تخفيف ذعر السوق الأوسع وتجنب أزمة مصرفية أوسع.

## خلفية

### كريدي سويس والأزمة المالية العالمية
تأسس بنك كريدي سويس في يوليو 1856. على مر السنين نما البنك إلى حجم هائل، حيث تنافس بشكل مباشر مع شركات أخرى مثل غولدمان ساكس وباركليز. خلال الأزمة المالية 2007-2008، وجد بنك كريدي سويس نفسه في وضع مالي أفضل مقارنة بنظرائه من البنوك. بينما تدخل البنك الوطني السويسري لإنقاذ يو بي إس بعد عدم استعداد أي مستثمر خاص للقيام بذلك عن طريق شراء 60 مليار دولار أمريكي من الأصول السامة ‏ و5.3 مليار دولار أمريكي من أسهم يو بي إس كشكل من أشكال ضخ رأس المال، بالمقابل لم يضطر كريدي سويس لجمع أكثر من 9 مليار دولار أمريكي وهذا ما قام به بشكل خاص من المستثمرين لدعم مركزه المالي.
على الرغم من أن السلطات السويسرية أنقذت يو بي إس لأنها فضّلت وجود بنكين كبيرين، إلا أن شائعة اندماج يو بي إس مع كريدي سيويس كانت منتشرة منذ فترة طويلة. ناقش تيدجان ثيام، الرئيس التنفيذي لشركة كريدي سويس بين عامي 2015 و2020 الفكرة مع زملائه. في الصناعة المالية السويسرية، كانت عبارة "سيكون مثل دمج يو بي إس وكريدي سويس" مزحة للإشارة إلى عدم احتمال حدوث شيء ما. بعد الأزمة المالية، استمر بنك كريدي سويس في التمتع بإقبال كبير على المخاطرة، بينما أصبح أقرانه العالميون أكثر عزوفاً عن المخاطرة. قام ذراعها المصرفي الاستثماري بالمخاطرة بقوة من أجل التنافس مع المؤسسات المالية الأمريكية الكبيرة، على الرغم من أن العديد من البنوك الأمريكية الكبيرة ويو بي إس اتبعوا استراتيجيات أكثر تحفظاً، وقاموا ببيع الأصول ذات المخاطر العالية للتخلص من مخاطر محافظهم المالية.
تعرضت اتفاقية بازل 3 للانتقاد باعتبارها تؤثر سلباً على استقرار النظام المالي من خلال زيادة الحوافز للبنوك للتلاعب بالإطار التنظيمي. على الرغم من التحسينات التي أدخلها معيار بازل 3، فقد جادلت بأن "الأسواق غالباً ما تفشل في ضبط البنوك الكبيرة للاحتفاظ بمستويات رأسمالية حكيمة واتخاذ قرارات استثمارية سليمة". كلما زادت الأهمية النظامية للناتج المحلي الإجمالي النسبي لبلد ما، كما في حالة البنوك السويسرية، زادت احتمالية تحمل البنك لمخاطر مفرطة.

### خسائر ذراع الاستثمار المصرفي
بين عامي 2008 و2023، كان أداء ذراع الخدمات المصرفية الاستثمارية لبنك كريدي سويس ضعيفاً، مما أدى إلى انخفاض ربحية الشركة وتسبب في خسائر كبيرة. عانى البنك من سلسلة من الفضائح وسوء الإدارة، بما في ذلك الخسائر في ذراعه الاستثمارية المرتبطة بانهيار آرتشيغوس ‏ وغرينسيل ‏ في عام 2021. شائعات وسائل التواصل الاجتماعي حول الفشل المتوقع للبنك في تشرين الأول / أكتوبر 2022 ساعدت في وصول التدفقات النقدية الخارجة من أعمال إدارة الثروات في الربع الأخير من العام لتصبح 111مليار فرنك سويسري. أشار المدقق المالي المستقل شركة برايس ووتر هاوس كوبرز إلى وجود مشاكل في إجراءات الرقابة الداخلية للبنك للفترة من 2020 إلى 2022.

### فشل بنوك الولايات المتحدة والعدوى في آذار / مارس 2023

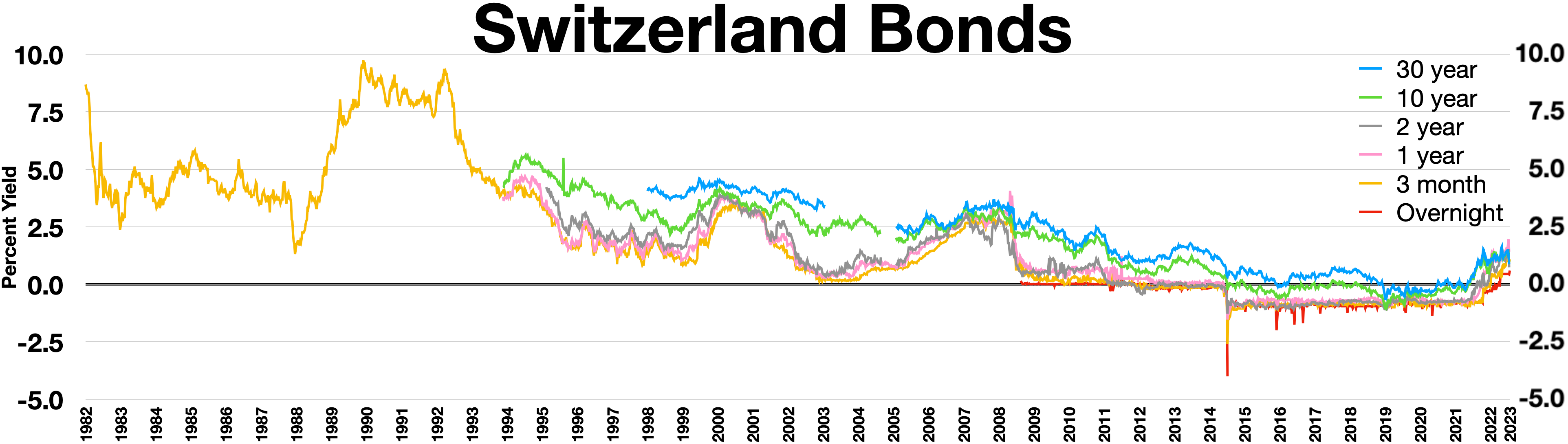
على السندات السويسرية في عام 2023
30 سنة
10 سنوات
سنتين
سنة واحدة
ثلاث أشهر
ليلة واحدة

انخفضت أسهم شركات القطاع المصرفي العالمي بشكل حاد بعد فشل البنوك الأمريكية في آذار / مارس 2023، حيث انخفض مؤشر S&P للبنوك بنسبة 22٪ خلال أسبوعين حتى 18 آذار / مارس. كما تسببت إخفاقات البنوك الأمريكية بقلق أوسع بشأن الضغط على القطاع بسبب رفع أسعار الفائدة من قبل الاحتياطي الفيدرالي والبنوك المركزية الأخرى.
كان البنك الأهلي السعودي أكبر مساهم في كريدي سويس بحوالي 10٪. في يوم الأربعاء الموافق 15 آذار / مارس، حيث استبعد عمار الخضري رئيس البنك الأهلي السعودي ضخ سيولة إضافية في كريدي سويس بسبب قواعد تنظيمية.
على الرغم من أن البنك المركزي السويسري قال لاحقًا إن رغبته في البقاء دون نسبة 10٪ هو السبب الوحيد لذلك، فقد أصيب المستثمرون بالذعر، على غرار ما حدث خلال أزمة الديون الأوروبية 2010-2011. وانخفضت سندات كريدي سويس بما يصل إلى 10 سنتات لكل يورو في الساعتين اللتين أعقبت تصريح الخضري، وانخفض سهمه بنسبة تصل إلى 30٪ في ذلك اليوم. كان المسؤولون التنفيذيون في كريدي سويس على دراية بأنهم لا يستطيعون التحكم في سعر السهم، لكن تحول السندات إلى أوراق مالية متعثرة يشير إلى قلق كبير من جانب مستثمري الشركة والأطراف المقابلة.
في الساعة الواحدة بعد الظهر، قررت الشركة إعادة شراء السندات، لكنها احتاجت إلى المساعدة. في ذلك اليوم، قدم البنك الوطني السويسري الدعم على شكل خط ائتمان طارئ إلى كريدي سويس بقيمة 50 مليار فرنك سويسري (55 مليار دولار أمريكي). على الرغم من ذلك، بلغ إجمالي السحوبات اليومية للودائع تحت الطلب أكثر من 10 مليار فرنك سويسري في وقت لاحق من نفس الأسبوع. ارتفعت مقايضات التخلف عن سداد الائتمان لمدة عام لكريدي سويس في ذلك اليوم من 799 نقطة أساس إلى 3701 نقطة أساس، وهي أعلى مستوى للبنوك الكبيرة منذ أزمة 2008. قال مستثمر إن السعر كان مرتفعا لدرجة أن التحوط غير ممكن. توقف العمل في كريدي سويس تقريباً، حيث تجنب الموظفون مكالمات العملاء الهاتفية وفرع عملهم لتجنب الأسئلة حول الأزمة.
بسبب الغضب العام من إنقاذ السلطات السويسرية لبنك يو بي إس عام 2008 بتمويل حكومي، لم يكن مثل هذا الإنقاذ ممكناً لبنك كريدي سويس. بينما تم التصريح علنًا أن كريدي سويس بحالة جيدة، كان الغرض من الدعم هو منح البنك الوطني السويسري وهيئة الرقابة على الأسواق المالية السويسرية الوقت للعثور على مشتر. لقد طلبا من يو بي إس يوم الأربعاء التخطيط لعملية استحواذ كبديل وحيد لتأميم بنك كريدي سويس، ويقال إنهما قالا لكريدي سويس "ستندمج مع يو بي إس وسيتم الإعلان عن ذلك مساء الأحد قبل افتتاح أسواق آسيا. هذا ليس اختياريا". وفي ذات اليوم بدأت المفاوضات. ظل سعر مقايضات سداد الديون لأجل عام عند 3468 نقطة أساس يوم الخميس، مما يشير إلى أن المستثمرين يشككون في تطمينات البنك المركزي. توقع المنظمون من الاتحاد الأوروبي والولايات المتحدة والمملكة المتحدة وسويسرا أن مصرف كريدي سويس كان سيصبح في حالة إعسار خلال الأسبوع الذي يبدأ في 19 آذار / مارس لو لم يتم إنقاذه أو الاستحواذ عليه من قبل بنك آخر. استكشفت شركة إدارة الاستثمار الأمريكية بلاك روك خيارات الحصول على أجزاء من كريدي سويس، لكنها انسحبت في 17 مارس. ولكن لم ترغب الحكومة السويسرية في البيع لشركة بلاك روك، لذلك قررت الشركة الأمريكية أنها لا تريد إثارة غضب يو بي إس الذي هو أحد عملائها الكبار.

## التأثيرات
سيستمر الكيان المشترك تحت قيادة الرئيس التنفيذي لبنك يو بي إس رالف هامرز ورئيس مجلس الإدارة كولم كيليهر. وقال كيليهر إن الصفقة ستستغرق بضعة أسابيع حتى تنتهي، وأن يو بي إس ينوي الانخراط في التقليل من مخاطر الأعمال الصعبة التي يديرها كريدي سويس. وقال إن كريدي سويس سيستمر في العمل كالمعتاد حتى إنجاز الاندماج، وأنه لا يمكن قول أي شيء حتى الآن عن تأثير الاندماج على موظفي كريدي سويس. كجزء من الصفقة، سيقوم يو بي إس بإغلاق بنك كريدي سويس الاستثماري.
من المتوقع أن يتكبد أكبر مساهمي كريدي سويس، بما في ذلك البنك الأهلي السعودي الذي يمتلك 9.88% من أسهم البنك وجهاز قطر للاستثمار الذي يمتلك 6.80% من أسهم البنك، خسائر كبيرة نتيجة عملية الاستحواذ.
استعدت بنوك سويسرية أخرى لتحل محل كريدي سيوس كثاني أكبر بنك في البلاد. قال الرئيس التنفيذي لبنك كانتون زيورخ، أورس باومان، إن شركته "تقدم جميع مجالات الأعمال لبنك عالمي، وبالتالي فهي مكملة للبنك الكبير الناشئ حديثًا".
نتج عن الاستحواذ شطب 17 مليار دورلار أمريكي من السندات الطارئة القابلة للتحويل ‏ الصادرة عن كريدي سويس. هذا يقوض الجدارة الائتمانية للبنك الذي تم الاستحواذ عليه حديثاً. كما قال المساهمون بأنه تم إضعاف حقوق الملكية في سويسرا لأن الصفقة تجاوزت الموافقة القانونية للمساهمين.
وفقًا لمعهد BAK للاقتصاد، وهو معهد سويسري للبحوث والاستشارات الاقتصادية، فإن 9,500 إلى 12,000 وظيفة مهددة في سويسرا، مع فقدان الوظائف في زيورخ بما يتراوح بين 6,500 و8,000 وفق معادل الدوام الكامل. من المرجح أن يؤثر الاستحواذ على الوظائف التشغيلية في المكاتب الخلفية والمتوسطة، بالإضافة إلى الوظائف القانونية والامتثال والتسويق والموارد البشرية والوظائف الإقليمية؛ تقع بعض فروع بنك يو بي إس وكريدي سويس بجوار بعضها البعض. على الرغم من أن موظفي يو بي إس كانوا أكثر أمانًا على الأرجح، إلا أن كريدي سويس كان أقوى في بعض المجالات، مثل الخدمات المصرفية للشركات المحلية. سيكون من غير المرجح أن يرفع يو بي إس الرواتب لأن الموظفين لم يعد بإمكانهم المغادرة إلى كريدي سويس.

## أنظر أيضاً
- البنوك في سويسرا